# (219) Thusnelda
(219) Thusnelda és un asteroide pertanyent al cinturó d'asteroides descobert el 30 de setembre de 1880 per Johann Palisa des de l'observatori de Pula (Croàcia).
Està nomenat en honor de l'heroïna germànica Tusnelda.